# Hanna Strzałkowska
Hanna Strzałkowska (ur. 27 czerwca 1982 w Łukowie) – polska piłkarka ręczna, grająca na pozycji skrzydłowej. Reprezentantka Polski, mistrzyni Polski.

## Kariera zawodnicza
Jej pierwszym klubem był Montex Lublin (obecnie SPR Lublin), z którym osiągnęła największe sukcesy w dotychczasowej karierze, a wśród nich największy - tryumf w Pucharze EHF. Poza występami w europejskich pucharach pięć razy zdobywała Mistrzostwo Polski. W 2003 przeszła do drużyny AZS-AWFiS Gdańsk, z którą zdobyła Mistrzostwo Polski oraz srebrny i brązowy medal najwyższej klasy krajowych rozgrywek. Następnie zdecydowała się na grę w Piotrcovii Piotrków Trybunalski, w której występowała w latach 2006–2010, zdobywając w tym czasie srebrny i brązowy medal Mistrzostw Polski. Po sezonie 2009/10 zdecydowała się na kontynuowanie kariery w Starcie Elbląg. Od 2012 reprezentowała barwy Sambora Tczew. W roku 2015 powróciła do występów w AZS-AWFiS Gdańsk.

## Sukcesy
- Puchar EHF

 2001 (Montex Lublin)
- Mistrzostwo Polski

 1999, 2000, 2001, 2002, 2003 (Montex Lublin), 2004 (AZS-AWFiS Gdańsk)
 2005 (AZS-AWFiS Gdańsk), 2007 (Piotrcovia Piotrków Trybunalski)
 2006 (AZS-AWFiS Gdańsk), 2009 (Piotrcovia Piotrków Trybunalski)
- Puchar Polski

 2000, 2001, 2002 (Montex Lublin), 2005 (AZS-AWFiS Gdańsk)
 2007 (Piotrcovia Piotrków Trybunalski)